# Michałówka (Petite-Pologne)
Pour les articles homonymes, voir Michałówka.
Michałówka est une localité polonaise de la gmina de Trzyciąż, située dans le powiat d'Olkusz en voïvodie de Petite-Pologne.